# 부산사하경찰서
부산사하경찰서(釜山沙下警察署, Busan Saha Police Station)는 부산광역시경찰청이 관할하는 경찰서 중 하나이다. 부산광역시 사하구 일대를 관할한다. 부산광역시 사하구 을숙도대로 665 (신평동)에 위치하고 있다.
서장은 총경으로 보한다.
엄궁동2인조 사건 조작으로 무고한 시민 두명을 온갖 고문을 통해 살인범으로 만들고 무기징역을 선고받게 한다
그 후 사건조서, 공문서 등 모든걸 조작하고 이에 가담한 형사와 검사는 특진을 하고 동네방네 자랑한다
조작된 사건의 피해자들을 대변한 것은 문재인 대통령이다
궁금한이야기y에서 다뤄졌으며 당시 담당 경찰들은 자기는 떳떳하며 고문과 조작을 한 적이 없다고 적반하장으로 대응중이다

## 관할 지구대·파출소
| 명칭       | 사진 | 주소                    | 관할구역               | 치안센터                                  |
| ---------- | ---- | ----------------------- | ---------------------- | ----------------------------------------- |
| 괴정지구대 |      | 낙동대로 264 (괴정동)   | 괴정동                 | 괴정2치안센터 괴정3치안센터 괴정4치안센터 |
| 하단지구대 |      | 하신중앙로 316 (하단동) | 하단동, 당리동, 을숙도 | 하단2치안센터 당리치안센터                |
| 감천지구대 |      | 감천로 103 (감천동)     | 감천동, 구평동         | 감천2치안센터 구평치안센터                |
| 신평파출소 |      | 하신중앙로 171 (신평동) | 신평동                 | 신평1치안센터                             |
| 다대지구대 |      | 다송로 46 (다대동)      | 다대동                 | 다대1치안센터                             |
| 장림파출소 |      | 다대로 239 (장림동)     | 장림동                 | 장림2치안센터                             |